# Михайлівка (Климівський район)
Михайлівка (рос. Михайловка) — селище в Климівському районі Брянської області Російської Федерації.
Населення становить 52 особи. Входить до складу муніципального утворення Кирилівське сільське поселення.

## Історія
Населений пункт розташований у межах українського етно-культурного регіону Стародубщини.
Від 2005 року входить до складу муніципального утворення Кирилівське сільське поселення.

## Населення
| 2010 | 2013 |
| ---- | ---- |
| 55   | ↘52  |